# Армия на Съединените американски щати
Армията на Съединените щати (на английски: United States Army) е основното подразделение на Въоръжените сили на Съединените американски щати (САЩ), отговорно за сухопътните военни операции, и една от общо седемте униформени служби в страната. Отговаря главно за сухопътните военни операции.
Съвременната Армия на Съединените щати води началото си от Континенталната армия, сформирана на 14 юни 1775 година по време на Американската война за независимост и преди създаването на самите Съединени щати. Преобразуването на Континенталната армия в Армията на Съединените щати е официално обявено на 3 юни 1784 година.
Армията на Съединените щати е подчинена на Департамента на армията, един от трите департамента в рамките на Департамента на отбрана. Тя се оглавява от секретар на армията, а най-висшият офицер е началник на щаба на армията.
Към 2010 година Редовната армия наброява 561 979 души, Армията на Националната гвардия – 362 015 души и Резерва на Армията на Съединените щати – 205 281 души или общо 1 129 275 души.

## История

### Създаване
Съвременната Армия на САЩ наследява Континенталната армия, която е сформирана на 14 юни 1775 г. (малко преди основаването на Съединените щати) и участва във Войната за независимост. Конгресът на САЩ основава Армията на САЩ на 3 юни 1784 г. след края на Войната за независимост, за да замести вече разпуснатата Континентална армия. Поради това Армията на САЩ счита себе си за продължител на Континенталната армия и приема за дата на основаването си датата на създаване на Континенталната армия .

## Организация
Армията се намира под гражданския и административен контрол на Департамента на Армията, оглавяван от Секретаря на Армията на САЩ. Това е отдел на Департамента на отбраната, който е министерство във федералното правителство на САЩ. Най-високопоставеният армейски офицер е Началникът на Армейския щаб с чин генерал.

### Командвания и съединения

#### Основни армейски командвания
- Армейско командване на силите, Форт Браг, Северна Каролина
- Армейско материално командване, Арсенал Редстоун, Алабама
- Армейско командване за обучение и доктрина, Съвместна база Ленгли-Юстис, Вирджиния

#### Армейски компонентни командвания
- Армейско командване Европа/ 7-а армия, Висбаден, Германия
- Армейско командване Африка/ 9-а армия, Виченца, Италия
- Армейско киберкомандване/ 2-ра армия, Форт Белвоар, Вирджиния
- Армейско командване Център/ 3-та армия, Авиобаза на ВВС Шоу, Южна Каролина
- Армейско командване Север/ 5-а армия, Съвместна база Сан Антонио, Тексас
- Армейско командване Юг/ 6-а армия, Съвместна база Сан Антонио, Тексас
- Армейско командване Тихи океан, Форт Шафтър, Хавай
- Армейско командване за космическа и ракетна отбрана, Арсенал Редстоун, Алабама
- Армейско командване за специални операции, Форт Браг, Северна Каролина
- Военно командване за наземен транспорт и разпределение, Авиобаза на ВВС Скот, Илинойс

#### Подразделения на директно подчинение на Армейския щаб
- Армейско командване на резерва, Форт Браг, Северна Каролина
- Армейско медицинско командване, Александрия, Вирджиния
- Армейско командване за разузнаване и сигурност, Форт Белвоар, Вирджиния
- Армейско командване за криминални разследвания, База на КМП Куонтико, Вирджиния
- Армейски военен окръг Вашингтон, Форт МакНеър, Федерален окръг Колумбия
- Военна Академия на САЩ, Уест Пойнт
- Армейски инженерен корпус

#### Полеви армии
- 1-ва армия, Арсенал Рок Айлънд, Илинойс (военна подготовка на резервните части, разположени в САЩ)
- 8-а армия/ Армия на САЩ в Корея, армейски гарнизон Йонгсан, Южна Корея

#### Армейски корпуси
- I Корпус, Съвместна база Люис – МакКорд, Вашингтон
- III Корпус, Форт Худ, Тексас
- XVIII Въздушно-десантен корпус, Форт Браг, Северна Каролина

#### Дивизии и отделни бригади
- 1-ва танкова дивизия /разпределена към Централното командване/
  - Командване и Щабен батальон, Форт Блис, Тексас
  - 1-ва бригадна бойна група „Страйкър“, Форт Блис, Тексас
  - 2-ра танкова бригадна бойна група, Форт Блис, Тексас (експериментална)
  - 3-та танкова бригадна бойна група, Форт Блис, Тексас
  - Дивизионна артилерия/ 1-ва танкова дивизия (бригадно командване)
  - Бойна авиационна бригада/ 1-ва танкова дивизия, Форт Блис, Тексас
  - Бригада за поддръжка/ 1-ва танкова дивизия, Форт Блис, Тексас

- 1-ва кавалерийска (танкова) дивизия /разпределена към Европейското командване/
  - Командване и Щабен батальон, Форт Худ, Тексас
  - 1-ва танкова бригадна бойна група, Форт Худ, Тексас
  - 2-ра танкова бригадна бойна група, Форт Худ, Тексас
  - 3-та Танкова бригадна бойна група, Форт Худ, Тексас
  - Дивизионна артилерия/ 1-ва кавалерийска дивизия (бригадно командване)
  - Бойна авиационна бригада/ 1-ва кавалерийска дивизия, Форт Худ, Тексас
  - Бригада за поддръжка/ 1-ва кавалерийска дивизия, Форт Худ

- 1-ва пехотна дивизия
  - Командване и Щабен батальон, Форт Райли, Канзас
  - 1-ва танкова бригадна бойна група, Форт Райли, Канзас
  - 2-ра танкова бригадна бойна група, Форт Райли, Канзас /разпределена към Африканското командване/
  - Дивизионна артилерия на 1-ва пехотна дивизия (бригадно командване)
  - Бойна авиационна бригада/ 1-ва пехотна дивизия, Форт Райли, Канзас
  - Бригада за поддръжка/ 1-ва пехотна дивизия, Форт Райли, Канзас

- 2-ра Пехотна дивизия
  - Командване и щабен батальон, Кемп Ред Клауд, Южна Корея
  - Танкова бригадна бойна група на ротация, Кемп Кейси, Кемп Хоуви и Кемп Стенли, Южна Корея
  - Бойна авиационна бригада, Кемп Хъмфрис, Южна Корея
  - 210-а Артилерийска бригада, Кемп Кейси, Южна Корея
  - 23-ти батальон за ЯХБЗ, Кемп Стенли, Южна Корея
  - Бойна група в готовност, Кемп Хъмфрис, Южна Корея
  - 2-ра бригада за поддръжка, Кемп Карол, Кемп Стенли и Кемп Хъмфрис, Южна Корея

- 3-та пехотна дивизия
  - Командване и Щабен батальон, Форт Стюърт, Джорджия
  - 1-ва танкова бригадна бойна група, Форт Стюърт, Джорджия
  - 2-ра танкова бригадна бойна група, Форт Стюърт, Джорджия
  - Маневрена батальонна бойна група, Форт Стюърт, Джорджия
  - Бойна авиационна бригада/ 3-та Пехотна дивизия, Армейска авиационна площадка Хънтър, Джорджия
  - Дивизионна артилерия/ 3-та Пехотна дивизия, Форт Стюърт, Джорджия
  - 3-та Бригада за поддръжка, Форт Стюърт, Джорджия

- 4-та Пехотна дивизия /разпределена към Европейското командване/
  - Командване и Щабен батальон, Форт Карсън, Колорадо
  - 1-ва Бригадна бойна група Страйкър, Форт Карсън, Колорадо
  - 2-ра Пехотна бригадна бойна група, Форт Карсън, Колорадо
  - 3-та Танкова бригадна бойна група, Форт Карсън, Колорадо
  - Бойна авиационна бригада/ 4-та Пехотна дивизия, Форт Карсън, Колорадо
  - Дивизионна артилерия/ 4-та Пехотна дивизия, Форт Карсън, Колорадо
  - 4-та Бригада за поддръжка, Форт Карсън, Колорадо

- 7-а Пехотна дивизия (административно командване за частите на I Корпус, намиращи се в САЩ)
  - Командване и Щабен батальон, Съвместна база Люис – МакКорд, Вашингтон
  - 1-ва Бригадна бойна група Страйкър/ 2-ра Пехотна дивизия, Съвместна база Люис – МакКорд, Вашингтон
  - 2-ра Бригадна бойна група Страйкър/ 2-ра Пехотна дивизия, Съвместна база Люис – МакКорд, Вашингтон
  - 16-а Бойна авиационна бригада, Съвместна база Люис – МакКорд, Вашингтон
  - Дивизионна артилерия/ 2-ра Пехотна дивизия, Съвместна база Люис – МакКорд, Вашингтон
  - 17-а Артилерийска бригада
  - 555-а Инженерна бригада
  - 201-ва Разузнавателна бригада

- 10-а Планинска дивизия
  - Командване и Щабен батальон, Форт Дръм, Ню Йорк
  - 1-ва Пехотна бригадна бойна група, Форт Дръм, Ню Йорк
  - 2-ра Пехотна бригадна бойна група, Форт Дръм, Ню Йорк
  - 3-та Пехотна бригадна бойна група, Форт Полк, Луизиана
  - Бойна авиационна бригада/ 10-а Планинска дивизия, Форт Дръм, Ню Йорк
  - Дивизионна артилерия/ 10-а Планинска дивизия, Форт Дръм, Ню Йорк
  - 10-а Бригада за поддръжка, Форт Дръм, Ню Йорк

- 25-а Пехотна дивизия
  - Командване и Щабен батальон, казарми Шофийлд, Хавай
  - 1-ва Бригадна бойна група Страйкър, Форт Уейнрайт, Аляска
  - 2-ра Пехотна бригадна бойна група, казарми Шофийлд, Хавай
  - 3-та Пехотна бригадна бойна група, казарми Шофийлд, Хавай
  - Маневрена въздушно-десантна батальонна бойна група, Съвместна база Елмендорф – Ричардсън, Аляска
  - Бойна авиационна бригада/ 25-а Пехотна дивизия, казарми Шофийлд, Хавай
  - Дивизионна артилерия/ 25-а Пехотна дивизия, казарми Шофийлд, Хавай
  - 25-а Бригада за поддръжка, казарми Шофийлд, Хавай

- 82-ра Въздушно-десантна дивизия
  - Командване и Щабен батальон, Форт Браг, Северна Каролина
  - 1-ва Пехотна бригадна бойна група (въздушно-десантна), Форт Браг, Северна Каролина
  - 2-ра Пехотна бригадна бойна група (въздушно-десантна), Форт Браг, Северна Каролина
  - 3-та Пехотна бригадна бойна група (въздушно-десантна), Форт Браг, Северна Каролина
  - Бойна авиационна бригада/ 82-ра Въздушно-десантна дивизия, Форт Браг, Северна Каролина
  - Дивизионна артилерия/ 82-ра Въздушно-десантна дивизия, Форт Браг, Северна Каролина
  - 82-ра Въздушно-десантна бригада за поддръжка, Форт Браг, Северна Каролина

- 101-ва Въздушно-десантна дивизия (Въздушно-щурмова)
  - Командване и Щабен батальон, Форт Кембъл, Кентъки
  - 1-ва Пехотна бригадна бойна група (Въздушно-щурмова), Форт Кембъл, Кентъки
  - 2-ра Пехотна бригадна бойна група (Въздушно-щурмова), Форт Кембъл, Кентъки
  - 3-та Пехотна бригадна бойна група (Въздушно-щурмова), Форт Кембъл, Кентъки
  - Бойна авиационна бригада/ 101-ва Въздушно-десантна дивизия (Въздушно-щурмова), Форт Кембъл, Кентъки
  - Дивизионна артилерия/ 101-ва Въздушно-десантна дивизия (Въздушно-щурмова), Форт Кембъл, Кентъки
  - 101-ва Въздушно-щурмова бригада за поддръжка, Форт Кембъл, Кентъки

- 2-ри Кавалерийски полк (Бригадна бойна група Страйкър), Вилсек, Германия
- 3-ти Кавалерийски полк (Бригадна бойна група Страйкър), Форт худ, Тексас
- 173-та Въздушно-десантна бригадна бойна група, Виченца, Италия

По план към края на 2017 година Армията на САЩ трябва да разполага с 11 дивизионни командвания и 30 линейни бойни бригади в активния компонент на силите, както следва:
- 9 Танкови бригадни бойни групи
- 7 Бригадни бойни групи СТрайкър
- 7 Пехотни бригадни бойни групи (леки)
- 4 Пехотни бригадни бойни групи (въздушно-десантни)
- 3 Пехотни бригадни бойни групи (въздушно-щурмови)

Бригадите за бойна и логистична поддръжка:
12 Бойни авиационни бригади:
- 12-а Бойна авиационна бригада, Катербах, Германия
- 16-а Бойна авиационна бригада, Съвместна база Люис – МакКорд, Вашингтон
- 10 бойни авиационни бригади на активните армейски дивизии
- 8 бойни авиационни бригади на Националната гвардия

3 Разузнавателни бригади (Експедиционни):
- 201-ва Разузнавателна бригада (Експедиционна), Съвместна база Люис – МакКорд, Вашингтон
- 504-та Разузнавателна бригада (Експедиционна), Форт Худ, Тексас
- 525-а Разузнавателна бригада (Експедиционна), Форт Браг, Северна Каролина
- 2 разузнавателни бригади на армейския резерв
- 2 разузнавателни бригади на Националната гвардия

4 Артилерийски бригади:
- 17-а Артилерийска бригада, Съвместна база Люис – МакКорд, Вашингтон
- 75-а Артилерийска бригада, Форт Сил, Тексас
- 18-а Артилерийска бригада, Форт Браг, Северна Каролина
- 210-а Артилерийска бригада, Кемп Кейси, Южна Корея
- 8 артилерийски бригади на Националната гвардия

4 Инженерни бригади:
- 20-а Инженерна бригада, Форт Браг, Северна Каролина
- 36-а Инженерна бригада, Форт Худ, Тексас
- 130-а Инженерна бригада, казарми Шофийлд, Хавай
- 555-а Инженерна бригада, Съвместна База Люис – МакКорд, Вашингтон
- 3 инженерни бригади на армейския резерв
- 4 инженерни бригади на Националната гвардия

12 Бригади за поддръжка:
- 16-а Бригада за поддръжка, Бамберг, Германия
- 528-а Бригада за поддръжка (Специални операции) (Въздушно-десантна), Форт Браг, Северна Каролина
- 10 бригади за поддръжка на активните армейски дивизии
- 9 бригади за поддръжка на армейския резерв
- 10 бригади за поддръжка на Националната гвардия

1 Транспортна бригада (Експедиционна)
- 7-а транспортна бригада (Експедиционна), Форт Юстис, Вирджиния
- 1 транспортна бригада на армейския резерв

## Звания
Войнишки звания в армията на САЩ
| Pay grade | E-9                        | E-9                    | E-9            | E-8            | E-8             | E-7                  | E-6            | E-5      | E-4      | E-4        | E-3                 | E-2     | E-1         |
| --- | -------------------------- | ---------------------- | -------------- | -------------- | --------------- | -------------------- | -------------- | -------- | -------- | ---------- | ------------------- | ------- | ----------- |
| Insignia |                            |                        |                |                |                 |                      |                |          |          |            |                     |         | No Insignia |
| Title | Sergeant Major of the Army | Command Sergeant Major | Sergeant Major | First Sergeant | Master Sergeant | Sergeant First Class | Staff Sergeant | Sergeant | Corporal | Specialist | Private First Class | Private | Private     |
| Abbreviation | SMA                        | CSM                    | SGM            | 1SG            | MSG             | SFC                  | SSG            | SGT      | CPL      | SPC ²      | PFC                 | PV2 ¹   | PV1 ¹       |
| ¹ PVT is also used as an abbreviation for both Private ranks when pay grade need not be distinguished ² SP4 is sometimes encountered as an abbreviation for Specialist. This is a holdover from when there were additional specialist ranks at higher pay grades. |                            |                        |                |                |                 |                      |                |          |          |            |                     |         |             |
| NATO Code | OR-9                       | OR-9                   | OR-9           | OR-8           | OR-8            | OR-7                 | OR-6           | OR-5     | OR-4     | OR-4       | OR-3                | OR-2    | OR-1        |

| Степен на заплащане | E-9                 | E-9                | E-9      | E-8           | E-8            | E-7                | E-6           | E-5     | E-4      | E-4        | E-3               | E-2    | E-1      |
| --- | ------------------- | ------------------ | -------- | ------------- | -------------- | ------------------ | ------------- | ------- | -------- | ---------- | ----------------- | ------ | -------- |
| Знак |                     |                    |          |               |                |                    |               |         |          |            |                   |        | Без знак |
| Звание | Старшина на армията | Командващ старшина | Старшина | Първи сержант | Главен сержант | Сержант първи клас | Щабен сержант | Сержант | Ефрейтор | Специалист | Редник първи клас | Редник | Редник   |
| Абревиатура | SMA                 | CSM                | SGM      | 1SG           | MSG            | SFC                | SSG           | SGT     | CPL      | SPC ²      | PFC               | PV2 ¹  | PV1 ¹    |
| ¹ PVT е използвана абривиатура и за двете звания Редник, когато степента на заплащане не се изисква ² SP4 е понякога срещана абревиатура за Специалист. Това е човек, който е останал на служба след изтичане на даден срок, където има допълнителни звания Специалист с по-високи степени на заплащане. |                     |                    |          |               |                |                    |               |         |          |            |                   |        |          |
| НАТО код | OR-9                | OR-9               | OR-9     | OR-8          | OR-8           | OR-7               | OR-6          | OR-5    | OR-4     | OR-4       | OR-3              | OR-2   | OR-1     |

Офицерски звания в армията на САЩ
| Степен на заплащане                                           | O-101               | O-10    | O-9                | O-8           | O-7               | O-6       | O-5                | O-4   | O-3     | O-2              | O-1               |
| ------------------------------------------------------------- | ------------------- | ------- | ------------------ | ------------- | ----------------- | --------- | ------------------ | ----- | ------- | ---------------- | ----------------- |
| Знак                                                          |                     |         |                    |               |                   |           |                    |       |         |                  |                   |
| Звание                                                        | Армейски генерал    | Генерал | Генерал-лейтенант  | Генерал-майор | Бригаден генерал  | Полковник | Подполковник       | Майор | Капитан | Старши лейтенант | Младши лейтенант  |
| Звание ((en))                                                 | General of the Army | General | Lieutenant General | Major General | Brigadier General | Colonel   | Lieutenant Colonel | Major | Captain | First Lieutenant | Second Lieutenant |
| Абревиатура                                                   | GA                  | GEN     | LTG                | MG            | BG                | COL       | LTC                | MAJ   | CPT     | 1LT              | 2LT               |
| код на НАТО                                                   | OF-10               | OF-9    | OF-8               | OF-7          | OF-6              | OF-5      | OF-4               | OF-3  | OF-2    | OF-1             | OF-1              |
| 1 Дава се само по време на война, обявена от Конгреса на САЩ. |                     |         |                    |               |                   |           |                    |       |         |                  |                   |